# Aimé Vielzeuf
Pour les articles homonymes, voir Vielzeuf.
Aimé Vielzeuf (1922-2007), résistant français dans les maquis cévenols, enseignant, et auteur de plusieurs ouvrages sur la Résistance et sur les Cévennes. Issue de la même famille que Bernard Vielzeuf. Il préside l'Académie de Nîmes en 1981.

## Biographie
Issu d'une famille de Lozère, venu travailler au bassin minier, il est né le 24 avril 1922 aux Salles-du-Gardon. Boursier, il étudie au cours complémentaire de La Grand'Combe, puis à l'École Normale de Nimes (1939), et passe par l'Institut de Formation Professionnelle.
Nommé instituteur stagiaire à Notre-Dame-de-la-Rouvière (1942), il est appelé aux Chantiers de Jeunesse, dans les gorges de la Jonte, puis requis pour le Service du travail obligatoire (STO), ou il part pour Vienne dans une usine Siemens (1943).
Il rentre en France en 1944, épouse Andrée Pourret, et embauche à la Mine.
Membre de l'Organisation de résistance de l'Armée (ORA), dirigée à La Grand'Combe par le capitaine Sirven, il rejoint finalement le maquis des Francs-tireurs et partisans (FTPF) à Champdomergue, en Lozère. Ainsi, le « lieutenant Vasseur » est adjoint au commandant de la Compagnie 7204, puis de la Compagnie 7206 (R2 FTP Gard-Lozère), avec des actions armées locales participants à la Libération d'Alès.
Il fut aussi à partir d’octobre 1945 le dernier « officier liquidateur des FFI du Gard », et après la libération, il devient chef du Service historique de la subdivision militaire de Nîmes.
Démobilisé en 1946, il redevient instituteur puis professeur d'histoire et de lettres au collège de La Grand-Combe puis à Nîmes.
Il est choisi pour être correspondant gardois du Comité d’histoire de la Deuxième Guerre mondiale (1965), et le restera pendant quinze ans. Chroniqueur de la Résistance gardoise, il anime chaque année, le concours de la Résistance et de la déportation, dans les établissements scolaires, et s'efforce de promouvoir la création d’un Musée de la résistance dans le Gard.
Correspondant (1969) puis membre résidant (1973) et honoraire (2002) de l’Académie de Nîmes, il est chroniqueur (de 1978 à 1988) à la rubrique Arts et Spectacles du Midi libre (dont il fut administrateur) ainsi qu’à Camariguo Magazine.

## Ouvrages
- Le maquis Bir-Hakeim, (écrit en collaboration avec René Maruéjol), 1947.
- ... et la Cévenne s'embrasa... (préface de Jean-Pierre Chabrol), 1965.
- On les appelait « Les bandits » (préface d'André Chamson, de l'Académie Française), 1966.
- Au temps des longues nuits (préface de Pierre Villeneuve), 1969.
- Demain du sang noir... (préface de Roger Bourderon), Uzès : Peladan, 1970 (SUDOC 006203485).
- Ardente Cévenne, 1973.
- La résistance en Languedoc-Roussillon (en collaboration), 1975.
- Compagnons de liberté (préface de Jean Lasserre), 1975.
- Epopée en Cévenne (préface de René Evrard), 1976.
- La résistance dans le Gard (1940-1944), 1979.
- Carte de l'action de la résistance dans le Gard (pour le Comité d'Histoire de la 2e Guerre mondiale), 1980.
- Comme le scorpion sous la lauze (écrit en collaboration avec René Evrard),1980 - roman
- Conteurs et poètes cévenols d'aujourd'hui, tome I, Éditions Camariguo, 1981.
- Terreur en Cévenne, 1983.
- Ladrecht... pour vivre ici (photos de Marc Balters), 1985.
- Les lieux de mémoire de la 2e guerre mondiale dans le Gard (écrit en collaboration avec le Colonel e.r. Jean Castan), 1986.
- Conteurs et poètes cévenols et gardois d'aujourd'hui, tome II, Salindres : Editions Pierre Mazodier, librairie Occitane, 1987.
- Hier en Cévennes (écrit en collaboration avec Roger Gaillard), Editions Lacour, 1988.
- La Grand'Combe en Cévenne, jadis canton de gueules noires... (écrit avec Claude Paczkowski), Nîmes : Christian Lacour, 1989.
- Histoire de la résistance dans le Gard et le Cévennes (en préparation avec le Colonel e.r. Jean Castan).